# Ulrika Bergman
Ulrika Kristina Bergman (Östersund, 11 de junio de 1975) es una deportista sueca que compitió en curling.
Participó en los Juegos Olímpicos de Turín 2006, obteniendo una medalla de oro en la prueba femenina.
Ganó tres medallas en el Campeonato Mundial de Curling entre los años 2002 y 2006, y tres medallas en el Campeonato Europeo de Curling entre los años 1999 y 2005.

## Palmarés internacional
| Juegos Olímpicos   | Juegos Olímpicos                  | Juegos Olímpicos | Juegos Olímpicos |
| Año                | Lugar                             | Medalla          | Prueba           |
| ------------------ | --------------------------------- | ---------------- | ---------------- |
| 2006               | Turín (Italia)                    | Medalla de oro   | Equipo           |
| Campeonato Mundial |                                   |                  |                  |
| Año                | Lugar                             | Medalla          | Prueba           |
| 2002               | Bismarck (Estados Unidos)         | Medalla de plata | Equipo           |
| 2005               | Paisley (Reino Unido)             | Medalla de oro   | Equipo           |
| 2006               | Grande Prairie (Canadá)           | Medalla de oro   | Equipo           |
| Campeonato Europeo |                                   |                  |                  |
| Año                | Lugar                             | Medalla          | Prueba           |
| 1999               | Chamonix (Francia)                | Medalla de plata | Equipo           |
| 2004               | Sofía (Bulgaria)                  | Medalla de oro   | Equipo           |
| 2005               | Garmisch-Partenkirchen (Alemania) | Medalla de oro   | Equipo           |